# 強弾性
強弾性は材料が自発的なひずみを示す現象。フェロイクスにおいて強弾性は強誘電性及び強磁性と機械的に等価である。強弾性材料に応力が加えられると、相転移が1つの相から等しく安定な相、例えば異なる結晶構造（立方晶から正方晶）もしくは異なる配向（「対となる」相）に起きる。この応力誘起相転移は材料に自発的なひずみをもたらす。
形状記憶効果と擬弾性は強弾性が現れたものである。一般的な強弾性合金であるニチノール（ニッケルチタン）はニッケル/チタン比により室温で擬弾性もしくは形状記憶効果のいずれかを示す。